# Eicissus decipiens
Eicissus decipiens is een halfvleugelig insect uit de familie Epipygidae. De wetenschappelijke naam van deze soort is voor het eerst geldig gepubliceerd in 1897 door Fowler.